# Крутиловка
Крутиловка — бывшая деревня в Починковском районе Смоленской области России.
Располагалась примерно посередине между современными деревнями Мадеевка и Михайловка.

## История
Крутиловки нет ни в Списке населённых мест Смоленской Губернии от 1859 года, ни на карте 1879 года. Но на карте 1926 года деревня Крутиловка уже обозначена, как большая деревня с 58 дворами . 
В 1993 году числилась в Васьковском сельсовете Починковского района, как деревня прекратившая существование .

## Известные люди
В деревне родились:
- Исайченков Василий Андреевич (1919—1994) — участник Великой Отечественной войны, полный кавалер ордена Славы.